# Espot
Espot – gmina w Hiszpanii, w prowincji Lleida, w Katalonii, o powierzchni 97,37 km². W 2011 roku gmina liczyła 355 mieszkańców.